# نوشته شده بود
نوشته شده بود دومین آلبوم استودیویی رپر آمریکایی ناس که در تاریخ ۲ ژوئیه ۱۹۹۶ توسط کلمبیا ریکوردز منتشر شد.
دو سال پس از موفقیت‌های زیادی که آلبوم ایلمتیک کسب کرد ناس این آلبوم را پخش کرد که تقریباً کمی از آن فضای عمیق خیابانی خود فاصله گرفته بود و اهنگ‌های مین استریم بیشتری مانند Street Dreams و If I Ruled The World را ساخت که باعث موفقیت‌های تجاری بیشتری نسبت به آلبوم پیشین خود شد و توانست در هفته اول پخش آلبوم ۲۷۰٬۰۰۰ نسخه از آن را به فروش برساند.
در این آلبوم هنرمندانی چون گروه ماب دیپ، فاکسی براون، ای زی، کورمگا، و همچنین داکتر دری و دی‌جی پریمیر به عنوان پرودیوسر با ناس همکاری داشتند.